# ¡Bastardos!
¡Bastardos! è l'ottavo album della jam band statunitense Blues Traveler, lanciato il 13 settembre 2005, prodotto da Jay Bennett e registrato ad Austin. Con le canzoni dell'album è stato anche registrato il live ¡Bastardos en Vivo!.

## Tracce
1. "You Can't Stop Thinking About Me" (Kinchla/Popper) – 4:24
2. "Amber Awaits" (Kinchla/Popper/Wilson) – 3:47
3. "After What" (Popper/Wilson) – 3:34
4. "Money Back Guarantee" (Popper/Wilson) – 3:48
5. "Can't Win True Love" (Popper) – 4:57
6. "Nail" (Popper/Wilson) – 3:06
7. "Leaning In" (Popper/Wilson) – 3:48
8. "She and I" (Kinchla/Popper) – 4:51
9. "Rubberneck" (Kinchla/Popper) – 3:11
10. "Nefertiti" (Popper/Wilson) – 4:15
11. "What Could Possibly Go Wrong" (Kinchla/Popper) – 2:47
12. "That Which Doesn't Kill You" (Kinchla/Popper) – 4:12
13. "She Isn't Mine" (Popper) – 3:18
14. "The Children of the Night" (Hill/Popper) – 6:31

## Formazione
- John Popper	  - 	Armonica, voce
- Chan Kinchla	  - 	Chitarra acustica, mandolino, chitarra elettrica
- Brendan Hill	  - 	Percussioni, batteria
- Tad Kinchla	  -	Basso
- Ben Wilson	  -	Tastiere
- Jay Bennett	  - 	Chitarra, percussioni
- Teresa Cole     -      Seconda voce
- Carlos Sosa      - sassofono
- Fernando Castillo-     Tromba
- Paul Vallego     - trombone